# ヤロミール・ズムルハル
ヤロリーム・ズムルハル（Jaromír Zmrhal  ,  1993年8月2日 - ）は、チェコ・ウースチー州ジャナツ出身のプロサッカー選手。スロバキア・フォルトゥナ・リーガのŠKスロヴァン・ブラチスラヴァに所属している。ポジションはMF。

## 来歴
2004年にSKスラヴィア・プラハのユースアカデミーに入団し、2012年にトップチームに昇格。8月4日のフォルトゥナ・リガのFCバニーク・オストラヴァ戦でプロデビュー。3週間後のFCズブロヨフカ・ブルノ戦で、プロ初ゴールを記録。以降先発に定着し、チーム生え抜きの中心選手に成長。2017-18シーズンは、国内カップ戦ポハール・チェスケー・ポシュスティで、決勝戦でFKバウミト・ヤブロネツを下し、優勝を経験した。
2019年8月6日、ブレシア・カルチョと4年契約を締結したことが発表された。

## チェコ代表
2013年から2時間、ユース世代のチェコ代表でプレーした後、2016年10月11日の2018 FIFAワールドカップ・ヨーロッパ予選のアゼルバイジャン戦でフル代表初出場。同年11月11日の同じくワールドカップ予選のノルウェー戦で、代表初ゴールを決めた。